# Liste der Baudenkmäler in Wildflecken
Auf dieser Seite sind die Baudenkmäler in dem unterfränkischen Markt Wildflecken zusammengestellt. Diese Tabelle ist eine Teilliste der Liste der Baudenkmäler in Bayern. Grundlage ist die Bayerische Denkmalliste, die auf Basis des Bayerischen Denkmalschutzgesetzes vom 1. Oktober 1973 erstmals erstellt wurde und seither durch das Bayerische Landesamt für Denkmalpflege geführt wird. Die folgenden Angaben ersetzen nicht die rechtsverbindliche Auskunft der Denkmalschutzbehörde.

## Baudenkmäler nach Gemeindeteilen

### Wildflecken
| Lage                                                              | Objekt | Beschreibung | Akten-Nr.     | Bild              |
| ----------------------------------------------------------------- | --- | --- | ------------- | ----------------- |
| Am Auersberg 9 (Standort)                                         | Bildstock | Reliefaufsatz mit Kreuzbekrönung und Darstellung der Kreuzigung, Rückseite mit Heiliger Familie, auf gebauchter Rundsäule über ornamentiertem Postament, Sandstein, bezeichnet „1779“                                                                                    | D-6-72-163-1  | BW                |
| Am Graben (Standort)                                              | Bildstock | Relieftafel mit Darstellung einer Pietà, auf Säule über Postament, Sandstein, bezeichnet „1752“ | D-6-72-163-18 | BW                |
| Am Kirchberg 2 (Standort)                                         | Katholische Pfarrkirche St. Josef | Saalbau mit eingezogenem Chor und östlichem Dachreiter, 1717, von Ludwig Sator 1929 erweitert; mit Ausstattung | D-6-72-163-2  | weitere Bilder    |
| Am Kirchberg 2 (Standort)                                         | Kirchhofmauer | Mit Portal, Hausteinmauerwerk, wohl gleichzeitig | D-6-72-163-2  | weitere Bilder    |
| Am Kirchberg 2 (Standort)                                         | Friedhofskreuz | Kruzifix auf Postament mit Rocailleornamentik, Sandstein, bezeichnet „1845“ | D-6-72-163-2  | weitere Bilder    |
| Am Kirchberg 2 (Standort)                                         | Friedhofskreuz | Viernagelkruzifix auf Postament, Sandstein, frühes 20. Jahrhundert | D-6-72-163-2  | weitere Bilder    |
| Äpfelgraben; Ziegelhütte (Standort)                               | Bildstock | Bezeichnet „1881“ | D-6-72-163-19 | BW                |
| Bahnhofstraße 12 (Standort)                                       | Bildstock | Relieftafel mit Kreuzigungsgruppe, auf Säule über Sockel, Sandstein, bezeichnet „1730“ | D-6-72-163-4  | weitere Bilder    |
| Bahnhofstraße 18 (Standort)                                       | Kreuzdachbildstock | Kreuzdachhaus mit Kruzifixrelief in Nische und Inschrift, auf Säule mit Weinrankenornament über reliefiertem Sockel, Sandstein, bezeichnet „1682“ | D-6-72-163-3  | weitere Bilder    |
| Bischofsheimer Straße 1 (Standort)                                | Wegkreuz | Sandsteinkruzifix, als Bekrönung einer modernen Hangmauer mit Nischen, 18./19. Jahrhundert | D-6-72-163-5  | weitere Bilder    |
| Bischofsheimer Straße 39 (Standort)                               | Bildstock | Relieftafel mit Darstellung einer Kreuzigungsgruppe, auf Säule über Postament, Sandstein, bezeichnet „1701“ | D-6-72-163-12 | BW                |
| Brückenauer Straße 14 (Standort)                                  | Wegkreuz | Sandsteinkreuz des 17./18. Jahrhunderts mit Corpus des 19. Jahrhunderts | D-6-72-163-7  | weitere Bilder    |
| Brückenauer Straße 34 (Standort)                                  | Bildstock | Relieftafel mit Darstellung einer Madonna in der Glorie, mit Inschrift, über Säule auf Postament, Sandstein, bezeichnet „1660“ | D-6-72-163-8  | weitere Bilder    |
| Die Höh 8; Die Höh 10 (Standort)                                  | Bildstock | Relieftafel mit Madonnen- und Pietàdarstellung auf der Rückseite, mit aufwendig reliefiertem Tafelfuß, auf Säule über Postament, Sandstein, 17. Jahrhundert | D-6-72-163-13 | BW                |
| Die Höh 8; Die Höh 10 (Standort)                                  | Sühnekreuz | Mit Inschrift, Sandstein, bezeichnet „1641“ | D-6-72-163-13 | BW                |
| Die Höh 8; Die Höh 10 (Standort)                                  | Zwei Grenzsteine | Mit Wappenreliefs des fränkischen Rechens, Sandstein, beide bezeichnet „1557“ | D-6-72-163-13 | BW                |
| Dorfstelle Werberg (Standort)                                     | Burgruine Werberg | Mauerreste einer ehemaligen Burganlage zum Schutz der fuldischen Grenzgebiete, errichtet wohl 1327, Zerstörung, 1444 | D-6-72-163-36 | Burgruine Werberg |
| Dörrenbergstraße 1 (Standort)                                     | Kreuzdachbildstock | Kreuzdachhaus mit Kruzifixrelief auf Vierkantstele über reliefiertem Postament, Sandstein, 18./19. Jahrhundert | D-6-72-163-9  | BW                |
| Jahnstraße (Standort)                                             | Bildstock | Relieftafel mit Kruzifixdarstellung, auf Rundsäule über Postament mit Inschrift, Sandstein, 17. Jahrhundert | D-6-72-163-10 | weitere Bilder    |
| Nähe Brückenauer Straße (Standort)                                | Mauerring | Quadermauerwerk mit integrierter Sitzkonsole, um die Dorflinde herum angeordnet, 17.–19. Jahrhundert | D-6-72-163-6  | weitere Bilder    |
| Nähe Brückenauer Straße (Standort)                                | Bildstock | Relieftafel mit Darstellung einer Schutzmantelmadonna, auf Rundsäule über reliefiertem Postament, Sandstein, bezeichnet „1608“ | D-6-72-163-6  | weitere Bilder    |
| Nähe Kapellenweg (Standort)                                       | Wegkapelle | Massivbau mit Satteldach, Sandsteingewände bezeichnet „1839“ | D-6-72-163-11 | weitere Bilder    |
| Nähe Reußendorfer Straße (Standort)                               | Kreuzdachbildstock | Kreuzdachhaus mit IHS-Monogramm und Inschrift, auf Säule über Postament, Sandstein, 18. Jahrhundert | D-6-72-163-14 | weitere Bilder    |
| Nähe Semmelstraße (Standort)                                      | Prozessionsaltar | Blockartiger Unterbau aus Quadermauerwerk mit Nischenaufsatz und Kreuzbekrönung, Sandstein, bezeichnet „1756“ | D-6-72-163-40 | weitere Bilder    |
| Nähe Werberger Weg (Standort)                                     | Bildstock | Relieftafel mit Pietàdarstellung, auf Säule über blockartigem Postament mit Inschrift, Sandstein, bezeichnet „1600“ | D-6-72-163-16 | weitere Bilder    |
| Reußendorfer Straße 50 (Standort)                                 | Bildstock | Relieftafel mit Kreuzigungsgruppe, auf Säule über Postament, Sandstein, bezeichnet „1730“ | D-6-72-163-15 | weitere Bilder    |
| Reußendorfer Straße 64 (Standort)                                 | Friedhofskreuz | Einfach gestufter Sockel, darauf Balkenkreuz mit Basrelief des Gekreuzigten und des Kreztitels, um 1955 | D-6-72-163-43 | weitere Bilder    |
| Schwarzer Rain, alter Weg von Oberbach nach Reußendorf (Standort) | Bildstock | Mit Kreuzigung und Nepomuk, bezeichnet „1826“ | D-6-72-163-17 | BW                |
| Dorfstelle Werberg (Standort)                                     | Wegkreuz | Sockel mit Kreuzesbalken, 1904 (Gusseiserner Corpus fehlt) | D-6-72-163-44 | BW                |
| Hurrastrütt; Katzenstein (Standort)                               | Kasino der Rhönkaserne | Lager Wildflecken, städtebaulich hervorgehobener Bau der großen Kasernenanlage des Truppenübungsplatzes, zweigeschossiger Saalbau mit Walmdach und Dachreiter, anschließenden eingeschossigen Flügeln, südlich Pavillons in Sandsteinquadermauerwerk und Terrassen, 1936 | D-6-72-163-41 | BW                |
| Kleiner Auersberg (Standort)                                      | Gedenkstätte des abgesiedelten Ortes Werberg, ehemaliger Friedhof von Wehrberg, Friedhofskreuz mit Corpus der fuldischen Eisenschmelze | Wohl des 19. Jahrhunderts, mit Grabmälern des 19. Jahrhunderts/der ersten Hälfte 20. Jahrhunderts | D-6-72-163-38 | BW                |
| Kohlstock (Standort)                                              | Wegkapelle St. Antonius | Kleiner Rechteckbau mit Hausteinsockel und Satteldach, Dach bereits erneuert, bezeichnet „1749“ | D-6-72-163-37 | BW                |
| Wüstung Altglashütten ()                                          | | Einfassung des 1841 angelegten und 1904/05 erweiterten Friedhofes des abgesiedelten Ortes Altglashütten, aufrecht stehende Sandsteinplatten, sogenannter Rhönerzaun bzw. Werberger Zaun, um 1905                                                                         | D-6-72-163-47 |                   |
| Wüstung Reußendorf ()                                             | Friedhofskreuz | auf dem Friedhof des 1937 abgesiedelten Ortes Reußendorf, um 1900, mit einem gusseisernen historischen Kruzifix 2012 ergänzt | D-6-72-163-46 |                   |

### Maria-Ehrenberg
| Lage                       | Objekt                                 | Beschreibung | Akten-Nr.     | Bild                                   |
| -------------------------- | -------------------------------------- | --- | ------------- | -------------------------------------- |
| Maria-Ehrenberg (Standort) | Brunnen, sogenannter Marienborn        | Grottenbrunnen, 1845 | D-6-72-163-22 | BW                                     |
| Maria-Ehrenberg (Standort) | Katholische Wallfahrtskirche St. Maria | Tonnengewölbter Saalbau, Langhausbau von 1731 bis 1752, mit östlichem, moderner Choranbau von Hans Schädel, 1958–1959, der den ursprünglichen Kapellenbau von 1666 bis 1694 ersetzte; mit Resten der historischen Ausstattung, wie dem hölzernen Muttergottesgnadenbild, 14. Jahrhundert | D-6-72-163-20 | Katholische Wallfahrtskirche St. Maria |
| Maria-Ehrenberg (Standort) | Treppenanlage                          | Mit 254 Stufen hinauf zur Wallfahrtskirche, mit drei Marienstandbildern auf Podesten mit Inschriften, Sandstein, bezeichnet „1731“ | D-6-72-163-20 | Treppenanlage                          |

### Oberbach
| Lage                                                      | Objekt                                    | Beschreibung | Akten-Nr.     | Bild           |
| --------------------------------------------------------- | ----------------------------------------- | --- | ------------- | -------------- |
| Bergstraße 59 (Standort)                                  | Bildstock                                 | Kastenaufsatz mit vierfachem Rundbogenabschluss und vier Nischen, eine mit modernem Metallrelief einer Madonna, auf Vierkantstele, davor Prozessionstisch mit abgefastem Vierkantbein und quadratischer Tisch- sowie Fußplatte, Sandstein, beide 17. Jahrhundert | D-6-72-163-23 | BW             |
| Fabrikbrunnengraben; Nähe Eckartsrother Straße (Standort) | Bildstock                                 | Relieftafel mit Darstellung des Auferstandenen, flankiert von zwei Heiligen in Muschelnischen, mit Bekrönungsfigur des Erzengels Michael, auf Säule über Postament, Säule 1939/40 erneuert, davor blockartiger Prozessionstisch, Sandstein, bezeichnet „1719“    | D-6-72-163-24 | BW             |
| Gebirgsstein (Standort)                                   | Sühnekreuz                                | Einfach gehauenes Sandsteinkreuz mit Inschrift, bezeichnet „1725“ | D-6-72-163-35 | BW             |
| Hofgründchen (Standort)                                   | Wegkapelle                                | Eingeschossiger Massivbau aus Quadermauerwerk, Sandstein, mit Satteldach, am Türsturz bezeichnet „1895“ | D-6-72-163-25 | BW             |
| Huttengasse 1 (Standort)                                  | Heiligenhäuschen                          | Rundbogendachhäuschen mit gemauertem Postament, Sandstein, erste Hälfte 19. Jahrhundert | D-6-72-163-26 | BW             |
| Hutwald (Standort)                                        | Sühnekreuz                                | Einfach gehauenes Sandsteinkreuz, bezeichnet „1699“ | D-6-72-163-34 | BW             |
| Rhönstraße (Standort)                                     | Bildstock                                 | Relieftafel mit kielbogigem Abschluss, mit der Darstellung einer Pietà unter dem Kreuz umrahmt von Blattgirlanden, über Säule auf Postament, Sandstein, bezeichnet „1775“                                                                                        | D-6-72-163-27 | weitere Bilder |
| Rhönstraße 60 (Standort)                                  | Wegkreuz                                  | Kruzifix auf Postament mit Inschrift, Sandstein, 1890 | D-6-72-163-28 | weitere Bilder |
| Rhönstraße 65 (Standort)                                  | Bildstock                                 | Relieftafel mit Rundbogennische flankiert von Blumen, darin modernes Kupferrelief mit Madonna, würfelförmiger Unterbau mit Marienmonogramm, auf Säule mit Blüten- und Weinrankenreliefs über Postament, Sandstein, bezeichnet „1714“                             | D-6-72-163-29 | weitere Bilder |
| Rhönstraße 65 (Standort)                                  | Heiligenhäuschen                          | Rundbogendachhäuschen mit abgeschrägtem Dach und blockartigem Unterbau mit Kartusche, Sandstein, erste Hälfte 19. Jahrhundert | D-6-72-163-29 | weitere Bilder |
| Rhönstraße 68 (Standort)                                  | Ehemaliges Pfarrhaus, heute Pfarramt      | Zweigeschossiger, giebelständiger Satteldachbau mit Zierfachwerk, 1612–1613 | D-6-72-163-30 | weitere Bilder |
| Rhönstraße 70 (Standort)                                  | Hoftoranlage                              | Sandstein, wohl 17./18. Jahrhundert | D-6-72-163-30 | BW             |
| Rhönstraße 74 (Standort)                                  | Wirtshausausleger                         | Mit der Darstellung eines Hirschen im Lorbeerkranz, biedermeierlich, Schmiedeeisen, erste Hälfte 19. Jahrhundert | D-6-72-163-31 | BW             |
| Rhönstraße 95 (Standort)                                  | Katholische Pfarrkirche Mariä Himmelfahrt | Chorturmkirche, Saalbau mit eingezogenem Chor, Turm im Kern mittelalterlich, Langhaus 1613, dieses mit einem südlichen Langhausanbau von 1921 verbaut; mit Ausstattung                                                                                           | D-6-72-163-32 | weitere Bilder |
| Rhönstraße 95 (Standort)                                  | Kirchhofmauer                             | Hausteinmauerwerk, Sandstein, wohl 17./18. Jahrhundert | D-6-72-163-32 | weitere Bilder |
| Rhönstraße 95 (Standort)                                  | Kreuzwegstationen                         | Fünf teilweise fragmentierte Stationen in die Kirchhofmauer integriert, neugotisch, Sandstein, zweite Hälfte 19. Jahrhundert | D-6-72-163-32 | weitere Bilder |
| Zum Rosengarten 3 (Standort)                              | Bildstock                                 | Mit freier Bekrönungsfigur einer Pietà, auf Säule mit korinthischem Kapitell, über Postament, Sandstein, 1833 | D-6-72-163-32 | weitere Bilder |
| Rhönstraße 95 (Standort)                                  | Bildstock                                 | Freifigur einer thronenden Madonna, auf blockartigem Postament, Sandstein, 19. Jahrhundert | D-6-72-163-32 | weitere Bilder |
| Rhönstraße 95 (Standort)                                  | Friedhofskreuz                            | Kruzifix auf Postament, Sandstein, bezeichnet „1855“ | D-6-72-163-32 | weitere Bilder |
| Schildwach (Standort)                                     | Friedenskapelle                           | Sandsteinquaderbau, bez. 1859 | D-6-72-163-33 | BW             |
| Schildwach (Standort)                                     | Sandsteinkruzifix                         | 1833 | D-6-72-163-33 | BW             |